# 亚历山大·奥利尚斯基

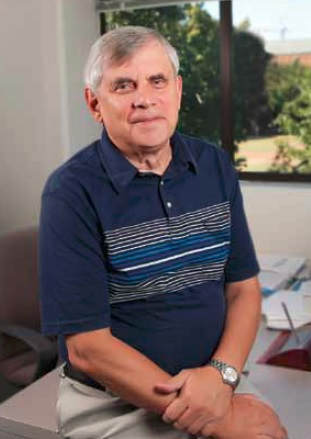

亚历山大·尤里耶维奇·奥尔尚斯基（俄语：Александр Юрьевич Ольшанский，1946年1月19日—），苏联和俄罗斯的数学家。

## 生平
生于萨拉托夫，物理和数学科学博士（1979年）、马特索夫奖得主。他自1999年起任范德堡大学数学教授。1983年，他受邀来到华沙的国际数学家大会演讲。他是组合和几何群论领域的专家，亦著有几篇关于李代数和结合代数的论文。此外，他是美国数学学会的荣誉会员。